# Verwaltungsgemeinschaft Weißenfels
Die Verwaltungsgemeinschaft Weißenfels bestand bis zum 1. Januar 1995 im Landkreis Weißenfels in Sachsen-Anhalt. Sie bestand aus den Mitgliedsgemeinden Borau und Weißenfels. Die Auflösung erfolgte durch die Eingliederung der ersteren in die letztere Gemeinde, die bis zum 1. Januar 2005 Einheitsgemeinde wurde. Danach gehörte die Stadt der Verwaltungsgemeinschaft Weißenfelser Land an.